# West McLean (Dakota del Norte)
West McLean es un territorio no organizado ubicado en el condado de McLean en el estado estadounidense de Dakota del Norte. En el Censo de 2010 tenía una población de 177 habitantes y una densidad poblacional de 0,52 personas por km².

## Geografía
West McLean se encuentra ubicado en las coordenadas 47°40′2″N 101°37′27″O / 47.66722, -101.62417. Según la Oficina del Censo de los Estados Unidos, West McLean tiene una superficie total de 338.24 km², de la cual 300.16 km² corresponden a tierra firme y (11.26%) 38.08 km² es agua.

## Demografía
Según el censo de 2010, había 177 personas residiendo en West McLean. La densidad de población era de 0,52 hab./km². De los 177 habitantes, West McLean estaba compuesto por el 97.74% blancos, el 0% eran afroamericanos, el 2.26% eran amerindios, el 0% eran asiáticos, el 0% eran isleños del Pacífico, el 0% eran de otras razas y el 0% pertenecían a dos o más razas. Del total de la población el 0% eran hispanos o latinos de cualquier raza.